# Vârful Bucura, Munții Bucegi
Vârful Bucura (cunoscut și sub denumirea de Vârful Bucura Dumbravă sau Vârful Ocolit) este al doilea vârf ca înălțime din masivul Bucegi cu 2503 m. El se găsește la mică distanță de vârful Omu și Cabana Omu. Deși este printre puținele vârfuri din România ce depășesc înălțimea de 2500 m, este mai puțin cunoscut decât celebrul său vecin, vârful Omu.
Până în anul 1927 s-a numit Vârful Ocolit, după care a primit numele scriitoarei Bucura Dumbravă (1868-1926).